# ابن ابی‌طیب نیشابوری
علی بن عبدالله بن احمد نیشابوری شهرت‌یافته به ابن ابی‌طیب از پیشوایان اهل سنت و جماعت، دانشمند علوم قرآنی، مفسر قرآن و شاعر عرب زبان در سده پنجم هجری بود.
تاریخ دقیق تولد او مشخص نیست؛ گویا در اوایل سده پنجم هجری یا دهه آخر سده چهارم هجری در نیشابور به دنیا آمده‌است. سپس در حوالی شهر سبزوار ساکن شد و تا مرگ-۴۵۸ هجری- همان‌جا زیست. داستان دعوت وی به دربار سلطان محمود غزنوی در سال ۴۱۴ هجری و کر شدن وی توسط غلامِ سلطان در تاریخ ذکر شده‌است.

## نام
| نام | کنیه     | نام پدر | کنیه پدر            | نام پدربزرگ/جد | شهرت          | نسب      |
| --- | -------- | ------- | ------------------- | -------------- | ------------- | -------- |
| علی | ابوالحسن | عبدالله | ابی الطیب/ابو الطیب | احمد           | ابن أبی الطَّیِّب | نیشابوری |

## آثار و نوشته‌ها
سی جلد تفسیر قرآنی وی مشهور است. گفته می‌شود ابن ابی الطیب تمامی آثار خود را از حفظ می‌نوشت.
- التفسیر الکبیر»، در سی جلد؛
- «التفسیر الاوسط»، در یازده جلد؛
- «التفسیر الصغیر»، در سه جلد؛
- دیوان شعر.